# Cistanthe
Cistantheje rod bilja raširenog po zapadnim predjelima Sjeverne i Južne Amerike. Opisan je 1836. i uključen u porodicu bunarkovki (Montiaceae), a pripada mu 36 priznatih vrsta.
Tipična vrsta je C. grandiflora Lindl. vazdazelena trajnica iz središnjeg Čilea.

## Vrste
1. Cistanthe aegialitis (F. Phil.) Carolin ex Hershk.
2. Cistanthe arenaria (Cham.) Carolin ex Hershk.
3. Cistanthe cabrerae (Añon) Peralta
4. Cistanthe cachinalensis (Phil.) Peralta & D. I. Ford
5. Cistanthe celedoniana J. M. Watson & A. R. Flores
6. Cistanthe cephalophora (I. M. Johnst.) Carolin ex Hershk.
7. Cistanthe chamissoi (Barnéoud) Carolin ex Hershk.
8. Cistanthe chrysantha (I. M. Johnst.) Peralta & D. I. Ford
9. Cistanthe coquimbensis (Barnéoud) Carolin ex Hershk.
10. Cistanthe crassifolia (Phil.) Carolin ex Hershk.
11. Cistanthe cymosa (Phil.) Hershk.
12. Cistanthe fenzlii (Barnéoud) Carolin ex Hershk.
13. Cistanthe floresiorum J. M. Watson
14. Cistanthe frigida (Barnéoud) Peralta
15. Cistanthe grandiflora (Lindl.) Schltdl.
16. Cistanthe guadalupensis (Dudley) Carolin ex Hershk.
17. Cistanthe humilis (Phil.) Peralta
18. Cistanthe lamprosperma (I. M. Johnst.) Peralta & D. I. Ford
19. Cistanthe laxiflora (Phil.) Peralta & D. I. Ford
20. Cistanthe lingulata (Ruíz & Pav.) Hershk.
21. Cistanthe longiscapa (Barnéoud) Carolin ex Hershk.
22. Cistanthe maritima (Nutt.) Carolin ex Hershk.
23. Cistanthe mucronulata (Meyen) Carolin ex Hershk.
24. Cistanthe neonominata J. M. Watson
25. Cistanthe oblongifolia (Barnéoud) Carolin ex Hershk.
26. Cistanthe paniculata (Ruiz & Pav.) Carolin ex Hershk.
27. Cistanthe philhershkovitziana Hershk.
28. Cistanthe picta (Gillies ex Arn.) Carolin ex Hershk.
29. Cistanthe sitiens (I. M. Johnst.) J. M. Watson & A. R. Flores
30. Cistanthe stricta (Phil.) Peralta
31. Cistanthe subspeciosa Hershk.
32. Cistanthe thyrsoidea (Reiche) Peralta & D. I. Ford
33. Cistanthe tovarii A. Galán
34. Cistanthe trigona (Colla) Hershk.
35. Cistanthe vicina (Phil.) Carolin ex Hershk.
36. Cistanthe weberbaueri (Diels) Carolin ex Hershk.

## Sinonimi
- Rhodopsis Lilja
- Tegneria Lilja
- Philippiamra Kuntze
- Silvaea Phil.